# Folketingsvalget 1852
Der blev afholdt valg til Folketinget 4. august 1852. Der blev valgt 101 medlemmer til Folketinget. Før og efter valget var Christian Albrecht Bluhme premierminister (statsminister).
Det var andet gang der var til Folketinget i Danmark. Der var 211.002 stemmeberettigede vælgere ud Danmarks samlede befolkning som var på 1.407.747 ved folketællingen 1. februar 1850. Danmark var inddelt i 100 enkeltmandsvalgkredse. I 38 valgkredse blev en kandidat valgt ved kåring, og i 62 valgkredse var der skriftlig afstemning. I de 62 valgkredse med afstemning stemte 35.383 ud af 132.805 stemmeberettigede vælgere hvilket giver en stemmeprocent på 26,6 %. De valgte kandidater i de 62 valgkredse fik i gennemsnit 65,0 % af de afgivne stemmer.
Færøerne valgte et folketingsmedlem. Det færøske valg blev afholdt 16. juli 1852.

## Valget på Færøerne 16. juli 1852
Der var 1.422 valgberettigede vælgere og 2 kandidater på Færøerne til folketingsvalget. Niels Christopher Winther som var Færøernes første folketingsmedlem blev genvalgt. Stemmetallene var:
- Exam.jur. N. Winther: 371 stemmer
- Sysselmand H.C. Müller: 279 stemmer.

## Resultat
| Parti                  | Stemmer i alt | Procent | Mandater | +/- |
| ---------------------- | ------------- | ------- | -------- | --- |
| Højre                  |               |         | 9        | +1  |
| De Nationalliberale    |               |         | 47       | +5  |
| Bondevennernes Selskab |               |         | 40       | -5  |
| Uden for gruppe        |               |         | 5        | -1  |
| Total                  |               |         | 101      |     |